# Кониотвил (Пенсилванија)
Кониотвил (енгл. Conneautville) град је у америчкој савезној држави Пенсилванија.

## Демографија
По попису из 2010. године број становника је 774, што је 74 (-8,7%) становника мање него 2000. године.
| Група             | 2000.       | 2010.       |
| Белци             | 831 (98,0%) | 746 (96,4%) |
| Афроамериканци    | 2 (0,2%)    | 9 (1,2%)    |
| Азијати           | 1 (0,1%)    | 1 (0,1%)    |
| Хиспаноамериканци | 5 (0,6%)    | 6 (0,8%)    |
| Укупно            | 848         | 774         |